# Completorium (zespół muzyczny)
Completorium – polski duet gitar klasycznych. Utworzony został w 1974 r. w Warszawie, wyłonił się z Tria Jazzowego Krzysztofa Wolińskiego, który rozpoczął nową działalność z Andrzejem Kleszczewskim. Duet ten grał własne kompozycje oraz standardy jazzowe.
W 1975 r. zaczął występować na licznych festiwalach i koncertach, dokonał też pierwszych nagrań dla radia. Odniósł wiele sukcesów, zarówno krajowych, jak i zagranicznych.
W roku 1979 Andrzeja Kleszczewskiego zastąpił Zbigniew Kaute, a do duetu dołączył kontrabasista Stanisław Piotrowski, duet przekształcił się więc w trio. Piotrowski współpracował z grupą do roku 1981, kiedy to Completorium stało się znów duetem, a Zbigniewa Kautego zastąpił Piotr Witwicki, gitarzysta basowy. I ten skład został jednak zmieniony, od 1982 r. z K. Wolińskim duet tworzył Andrzej Łukasik, grający na kontrabasie. W 1984 r. zespół rozwiązano.
W czasie swej działalności duet współpracował z wieloma muzykami jazzowymi, m.in. z: Kazimierzem Jonkiszem, Adamem Lewandowskim, Henrykiem Miśkiewiczem, Markiem Stachem.

## Nagrody i wyróżnienia
- 1975 – wyróżnienie na Studenckim Festiwalu Jazzowym Jazz nad Odrą we Wrocławiu
- 1975 – wyróżnienie w Konkursie Jazzu Tradycyjnego Złota Tarka w Warszawie
- 1975 – nagroda specjalna dla Krzysztofa Wolińskiego w Konkursie Improwizacji Jazzowej w Katowicach
- 1975 – stypendium im. Krzysztofa Komedy
- 1978 – nagroda główna w Konkursie Jazzu Tradycyjnego Złota Tarka w Warszawie
- 1978 – nagroda główna w Danii
- 1978 – nagroda specjalna Wilda Billa Davisona, amerykańskiego trębacza (Chicago)
- 1984 – nagroda w konkursie jazzowym w Belgii

## Dyskografia

### Albumy
- 1984 – Completorium: Purpurowa bossa (LP, Muza SX-2189)
- 1984 – Jazz Hoeilaart (LP, Rainbow, Belgia; składanka) – płyta z nagraniami uczestników belgijskiego konkursu jazzowego
- 1988 – Miłość od poczęcia – Muzyka dla kobiet w ciąży (LP, Muza SX-2636; składanka)

### Inne nagrania
- 2021: Koman Band – Suita słoneczna (CD, GAD Records GAD CD 159; nagrania z 1979)[1]

## Najważniejsze utwory
- Karawana
- Moonchild
- Purpurowa bossa
- Spain
- Swinging blues